# Liu Yang (violoniste)
Ne doit pas être confondu avec Liu Yang.
Liu Yang (en chinois: 刘扬; pinyin: Liú Yáng) est un violoniste classique chinois.
Né à Qingdao, Chine, Liu a étudié avec Lin Yaoji au Conservatoire central de musique de Pékin, puis il a étudié avec Dorothy DeLay et Kurt Sassmannshaus au College-Conservatory of Music de Cincinnati. Il a obtenu une médaille au Concours international Tchaïkovski à Moscou en 2002.
Actuellement, il enseigne à l'Université Roosevelt et joue régulièrement au Aspen Music Festival. Le violon Stradivarius Lady Tennant lui a été confié en 2005. 